# Гари (Дебар)
Гари (мкд. Гари) су насељено место у Северној Македонији, у западном делу државе. Гари припада општини Дебар.

## Географија
Насеље Гари је смештено у западном делу Северне Македоније. Од најближег већег града, Дебра, насеље је удаљено 20 km источно.
Гари се налазе у доњем делу историјске области Река. Насеље је положено високо, на источним висовима планине Стогово, док се даље, ка северу, тло спушта у долину реке Радике. Надморска висина насеља је приближно 1.130 метара.
Клима у насељу је планинска.

## Историја
У турским документима у другој половини XV века забележено је да су становници напустили село. По подацима из 1873. године у селу има 100 кућа са 278 становника, а 1900. године има 1000 православних становника. Становници су углавном радили у сеоској ћилимари, али је доста њих „потражило срећу“ у већим градовима (Скопље, Битољ и други), а доста и у иностранству. Све до земљотреса у Скопљу 1963. у селу је било и полиције, да би након земљотреса већина становника напустила село.

## Становништво
По попису становништва из 2002. године Гари су имали 10 становника.
Претежно становништво у насељу су етнички Македонци (90%).
Већинска вероисповест у насељу је православље.

### Култура
Сваке године, 28. августа, обележава се сеоска слава Успење Пресвете Богородице - Велика Госпојина, када се скупља цело село, а људи долазе из Скопља и из целе Македоније.

## Збирка слика
- Гари на почетку 20. века
- Гари, архитектура
- сеоски пејзаж